# Flash Cross
Flash Cross ( FC, Флэш-Кросс, Флеш-Кросс)— спортивно-интеллектуальная командная игра с использованием цифрового фотоаппарата, которая проводится на велосипедах за городом, вело-фото-квест..

## Суть и правила игры
- Суть соревнования заключается в выборе командой маршрута своего следования с целью попадания в требуемые точки местности (контрольные пункты - далее КП).[1].

- Командам на старте выдаются фотографии-задания и карта местности с нанесенными контрольными пунктами (КП). Задача команды — прибыть на КП по карте и сделать несколько снимков (с помощью цифрового фотоаппарата), согласно фото-заданиям.[1].

- Попав на КП, команда выполняет несколько фотографий, пытаясь сделать их максимально похожими на выданные ей на старте (требуется найти те же объекты и похожий ракурс).[1].

- Каждое задание «стоит» определённое количество баллов, но определится это количество только после финиша. Самым «дорогим» заданием станет то, которое взяли наименьшее число команд, а самым «дешёвым» то, которое взяли больше всех.[2].

- Каждая команда состоит из 2 человек. На маршруте разделяться нельзя. Попав в точку расположения контрольного пункта, необходимо сделать «КП-определяющую» фотографию. Она должна содержать аналогичные заданию объекты в похожем ракурсе, а также напарника с двумя велосипедами. При этом должны быть видны оба стартовых номера участников.[3].

- Продолжительность соревнований - от 6 до 12 часов.[4].

- За опоздание к финишу команды штрафуются баллами.[5].

- Побеждает команда, набравшая максимальное количество баллов.

## Отличия от других видов спорта и игровых проектов
Flash Cross - игра достаточно близкая к спортивному ориентированию, видам спорта и играм, возникшим на его основе, но имеет ряд существенных отличий.

### Отличия отСпортивного ориентированияиРогейна
- Ценность контрольных пунктов и заданий рассчитывается по формуле после финиша команд. На фотографии к каждому фотозаданию указано количество баллов, которое получает команда при правильном его выполнении. Количество баллов за каждое выполненное фотозадание после проведения анализа фотоматериала может быть увеличено в 1...10 раз в зависимости от числа команд, правильно выполнивших это задание – чем меньше команд выполнило, тем больше коэффициент повышения. Таким образом, команде выгоднее ехать на те КП, которые посетят мало других команд. И невыгодно ехать нескольким командам вместе по одному маршруту.[6]

- На одном КП команде требуется выполнить несколько заданий.

- Для фиксации  посещения КП командой используется фотоаппарат.

### Отличия отФотокросса
- в основном конкурсе не учитывается художественность и оригинальность фотографий.
- Задания задаются не словом или фразой, а в виде выдаваемых на старте фотографий-заданий, которые участникам необходимо повторить максимально точно.[7].

### Отличия отГородского ориентирования
- Состязания принципиально устраивают подальше от городской цивилизации — на лугах, лесах, полях, реках.[8]
- Необходимо выполнять задания на умение фотографировать - "ракурс", "кадрирование".[8].

### Отличия отНочных поисковых игр
- Соревнования проводятся в светлое время суток.
- Команда состоит из двух человек, которые непосредственно принимают участие в игре на местности, нет штабных игроков.
- Для фиксации посещения КП командой используется фотография, коды не используются.[6]
- Команды получают все задания сразу на старте.

### Отличия от Фотоэкстрима и Фотоохоты проекта игрEncounter
- в основном конкурсе игры Flash Cross не учитывается художественность, креативность и оригинальность фотографий. Но на игре могут быть творческие задания на тему игры - каждая игра Flash Cross имеет тему - например, "Кин-Дза-Дза", "Под веселым Роджером"[9]. и т.д.  Такие задания аналогичны Фотоохоте и Фотоэкстриму, но являются дополнительными, бонусными заданиями, за которые присуждается отдельный приз.

## История
Первая игра Flash Cross была проведена 17 июня 2006г в окрестностях г. Харьков энтузиастами из велоклуба X-Riders, ими также разработан программный комплекс и официальный сайт игры.
На 2012 год в Харькове состоялось 20 игр.
В Днепропетровске первый флэш-кросс состоялся в 2007 г, в Белгороде и в Сумах в 2008
, в Курске в 2011 г., Кропивницком в 2016 г.

## География
Flash-Cross проводится в городах:
- Украина:
  - Харьков
  - Днепр
  - Сумы
  - Кропивницкий
- Россия:
  - Белгород
  - Курск

## Участники
Цель соревнований — развитие велосипедного движения, причём с туристическим уклоном. Состязания продуманы так, что шансы к победе между любителями и мастерами уравниваются: любители вполне могут составить конкуренцию спортсменам. 
Организаторы не отрицают, что в командах есть и сильные спортсмены, участвующие в чемпионатах Украины по ориентированию. 
Безусловно, они попадают в первую десятку лучших команд, но во многих играх победителями становятся вовсе не профи. 
Достаточно лишь продумать собственную стратегию — и любой может претендовать на высокие места.
.
На соревнования приезжают любители игры не только из соседних городов, где также проводятся игры, но и из городов, пока не охваченных движением.  Так на игры в Харьков приезжают участники из Запорожья, Киева, Симферополя и др..
Среди участников игры много девушек.. 
Среди женоненавистников бытует мнение, что слабому полу присущ географический дебилизм — будто бы праправнучки Евы совершенно не ориентируются в пространстве. 
Но организаторы развенчивают оскорбительный миф: во Flash-Cross есть шесть женских команд, а остальные примерно наполовину состоят из женщин. 
Один из постоянных участников состязаний принципиально предпочитает такую тактику: он выбирает в напарники исключительно представительниц прекрасного пола, аргументируя тем, что у мужчин и женщин — разная логика и в игре они друг друга замечательно дополняют.Газета "Вечерний Харьков" , 21 августа 2007 г.

## Интересные факты
На многих играх Flash Cross на контрольных пунктах закладываются "приколы" - предметы, которые нужно найти пользуясь подсказками в задании. Команда которая первая находит "прикол" увозит его с собой и на финише за него получает соответствующее количество баллов. На игре FС-1 "КВН" в Белгороде на одном из КП в качестве прикола оказался  обыкновенный кирпич, а на другом – куриное яйцо, которое надо было довезти до финиша, не разбив..
В Днепропетровске на игре FC-2 "Отопительный сезон" на каждом КП был спрятан маленький кипятильник, который нужно было найти, пользуясь подсказками..